# 单行节肢蕨
单行节肢蕨（学名：Arthromeris wallichiana）为水龙骨科节肢蕨属下的一个种。